# Claudio Gomes
Claudio Gomes (Argenteuil, Francia, 23 de julio de 2000) es un futbolista francés que juega como centrocampista para el Palermo Football Club de la Serie B de Italia.

## Biografía
Tras formarse en las filas inferiores del Paris Saint-Germain, finalmente en 2017 ascendió al segundo equipo, haciendo su debut el 18 de noviembre en un encuentro del Championnat National 2 contra el AS Yzeure que finalizó con un resultado de 1-2 a favor del Yzeure. En el mercado veraniego de 2018 el Manchester City F. C. se hizo con sus servicios. Hizo su debut con el primer equipo el 5 de agosto de 2018 en un partido de la Community Shield contra el Chelsea F. C., encuentro que tras un doblete de Sergio Agüero fue ganado por el conjunto mancuniano. En agosto del mismo año disputó los octavos de final de la Copa de la Liga contra el Fulham F. C. que finalizó con un resultado de 2-0 a favor del Manchester, pasando así de ronda. El 2 de septiembre de 2019 fue cedido al Jong PSV. A su regreso permaneció una temporada en el equipo mancuniano hasta que el 31 de agosto de 2021 salió nuevamente cedido, esta vez al Barnsley F. C. El 1 de septiembre de 2022 se desvinculó del Manchester City y fichó por dos años por el Palermo Football Club.

## Clubes
| Club                     | País         | Año       | Partidos | Goles |
| ------------------------ | ------------ | --------- | -------- | ----- |
| Paris Saint-Germain "II" | Francia      | 2017-2018 | 1        | 0     |
| Manchester City F. C.    | Inglaterra   | 2018-2019 | 2        | 0     |
| Jong PSV (cedido)        | Países Bajos | 2019-2020 | 21       | 0     |
| Manchester City F. C.    | Inglaterra   | 2020-2021 | 1        | 0     |
| Barnsley F. C. (cedido)  | Inglaterra   | 2021-2022 | 32       | 1     |
| Palermo F. C.            | Italia       | 2022-     | 98       | 2     |

## Palmarés

### Campeonatos nacionales
| Título                        | Club                  | País       | Año  |
| ----------------------------- | --------------------- | ---------- | ---- |
| Community Shield              | Manchester City F. C. | Inglaterra | 2018 |
| Copa de la Liga de Inglaterra | Manchester City F. C. | Inglaterra | 2019 |